# 고령군의 지질

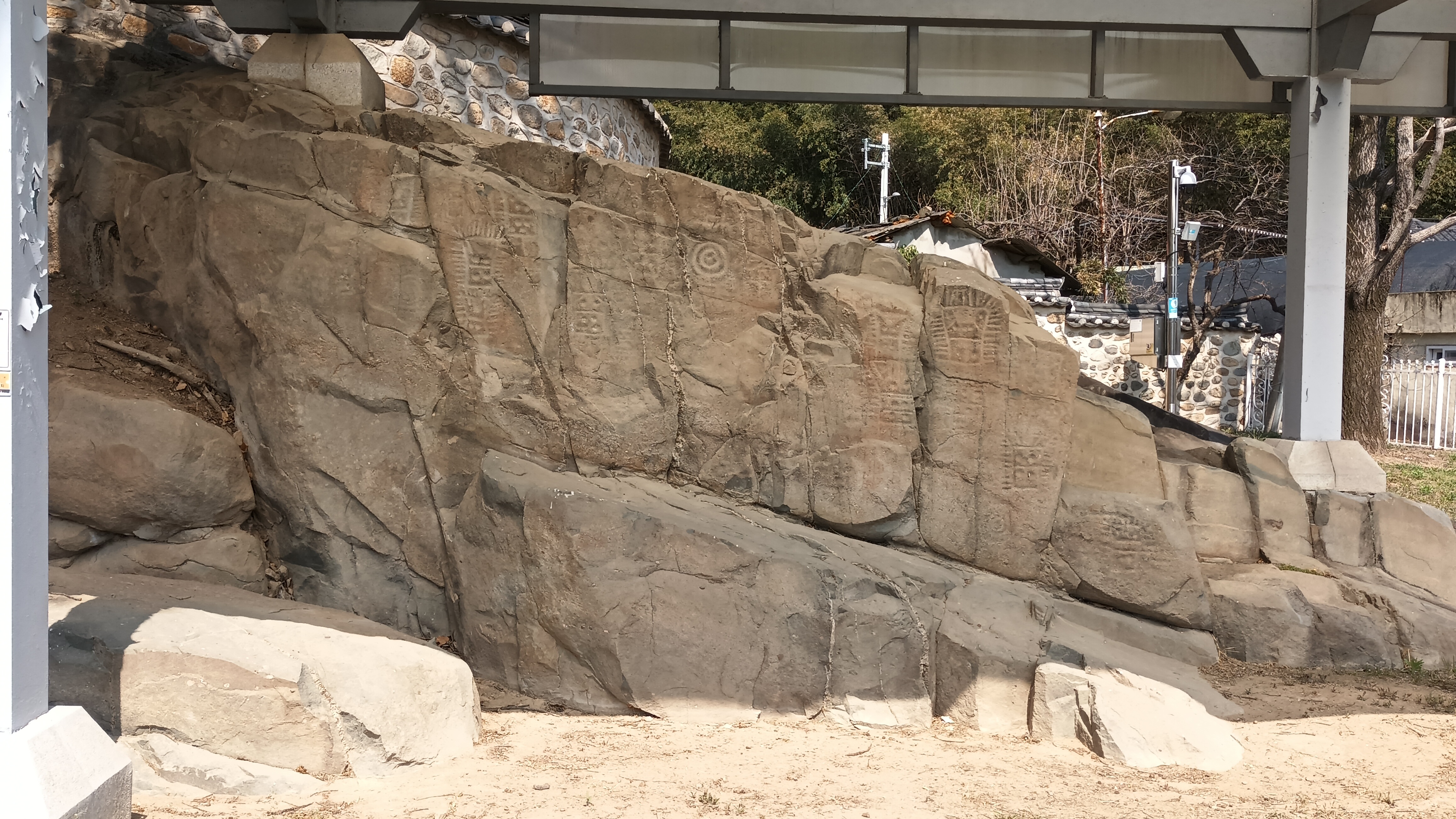
경상 누층군 하산동층에 새겨진 고령 장기리 암각화

본 문서에서는 대한민국 경상북도 고령군의 지질과 고령 장기리 암각화, 우곡수리암장 등 지질유산에 대해 설명한다.

## 개요
경상북도 고령군은 선캄브리아기 영남 지괴/영남 육괴와 중생대 백악기 퇴적 분지 경상 분지의 경계에 위치해, 고령읍과 덕곡면 북서부에는 선캄브리아기 편마암류가, 나머지 지역에는 경상 누층군 낙동층부터 함안층이 북북동 방향으로 분포한다. 1:5만 지질도 상으로 
- 구정 지질도폭[1970]의 동부 (덕곡면, 대가야읍 서부, 쌍림면 북서부)[2]
- 현풍 지질도폭[1970]의 중서부 (운수면, 성산면, 대가야읍 동부, 개진면, 우곡면 북부)[3]
- 합천 지질도폭[1968]의 북동부 (쌍림면 남서부)[4]
- 창녕 지질도폭(1969)의 북서부 (쌍림면 남동부, 우곡면 남부)[5]

에 해당한다.

## 선캄브리아기기반암

### 반상변정편마암
반상변정편마암은 고령군 덕곡면 노리, 옥계리, 북두산(695 m) 지역에 분포하며 성주군과 합천군 지역으로 이어진다. 조립질 화강편마암에 2~3 cm 정도의 장방형 장석의 변정이 산재한 편마암이다. 편리는 현저하지 못하나 대체로 북동 50° 방향이며 부분적으로 퇴적 기원암의 잔류물로 화강암질 편마암과 동일 기원으로 추정된다.

### 화강암질 편마암
화강암질 편마암은 고령군 덕곡면 본리리, 예리, 대가야읍 신리, 미숭산(755 m) 지역에 북북동 방향으로 분포하며 합천군 야로면과 성주군으로 이어진다. 경상 누층군 낙동층에 의해 부정합으로 덮힌다. 

### 우백화강암
우백화강암은 고령군 덕곡면 백리와 노리 지역에 분포하며, 풍화·침식에 극히 약하여 비교적 평탄하고 낮은 지형을 형성한다. 반상 변정 편마암을 관입하여 렌즈상으로 포획한다.

## 경상 누층군
중생대 백악기의 퇴적암 지층 경상 누층군은 낙동층에서 함안층까지 분포한다. 하산동층에는 고령 장기리 암각화가 있다.

### 낙동층
낙동층(Nakdong formation)은 경상 누층군 신동층군의 최하부 지층으로, 영남 육괴에 해당하는 선캄브리아기의 암석을 부정합으로 덮는다. 낙동층은 경상 분지 가장 서쪽에서 상주시 사벌국면부터 광양시에 이르기까지 측방으로 약 200 km 연장되며 분포한다.
현풍 지질도폭(1970)에 의하면 낙동층군의 최하부 지층이며 주로 암회색의 이암, 사암, 셰일, 갈색의 역암 등으로 구성되어 있다. 주향과 경사는 대개 북동 20~60°및 남동 12~22°이며, 상위의 하산동층에 의하여 정합적으로 피복된다. 두께는 700~800 m이다. 구정 지질도폭(1970)에 의하면 고령군 대가야읍 중화리와 지산리~쌍림면 지역에서 선캄브리아기의 편마암류 등의 침식면을 부정합으로 피복한다. 낙동층은 역암, 사암, 알코스사암, 셰일의 호층(互層)으로 구성되며, 기저는 역암 및 역질사암이다. 낙동층은 전반적으로 북동 20~40° 주향에 남동 10~35°의 경사를 보이며 두께는 약 500~700 m이다.
고령군의 낙동층
- 고령군 쌍림면 안림리, 방아실교차로 남서쪽
북위 35° 41′ 34.0″ 동경 128° 14′ 43.0″ / 북위 35.692778°  동경 128.245278°
- 고령군 쌍림면 송림리, 국도 제26호선 도로변
북위 35° 40′ 46.4″ 동경 128° 14′ 11.0″ / 북위 35.679556°  동경 128.236389°
- 고령군 쌍림면 송림리, 국도 제26호선 도로변
북위 35° 40′ 43.7″ 동경 128° 14′ 12.3″ / 북위 35.678806°  동경 128.236750°
- 고령군 쌍림면 안림리, 대가야로 방아실교차로 남서측
북위 35° 41′ 36.2″ 동경 128° 14′ 52.1″ / 북위 35.693389°  동경 128.247806°
- 고령군 고령군 쌍림면 귀원리 귀원삼거리 전면

### 하산동층

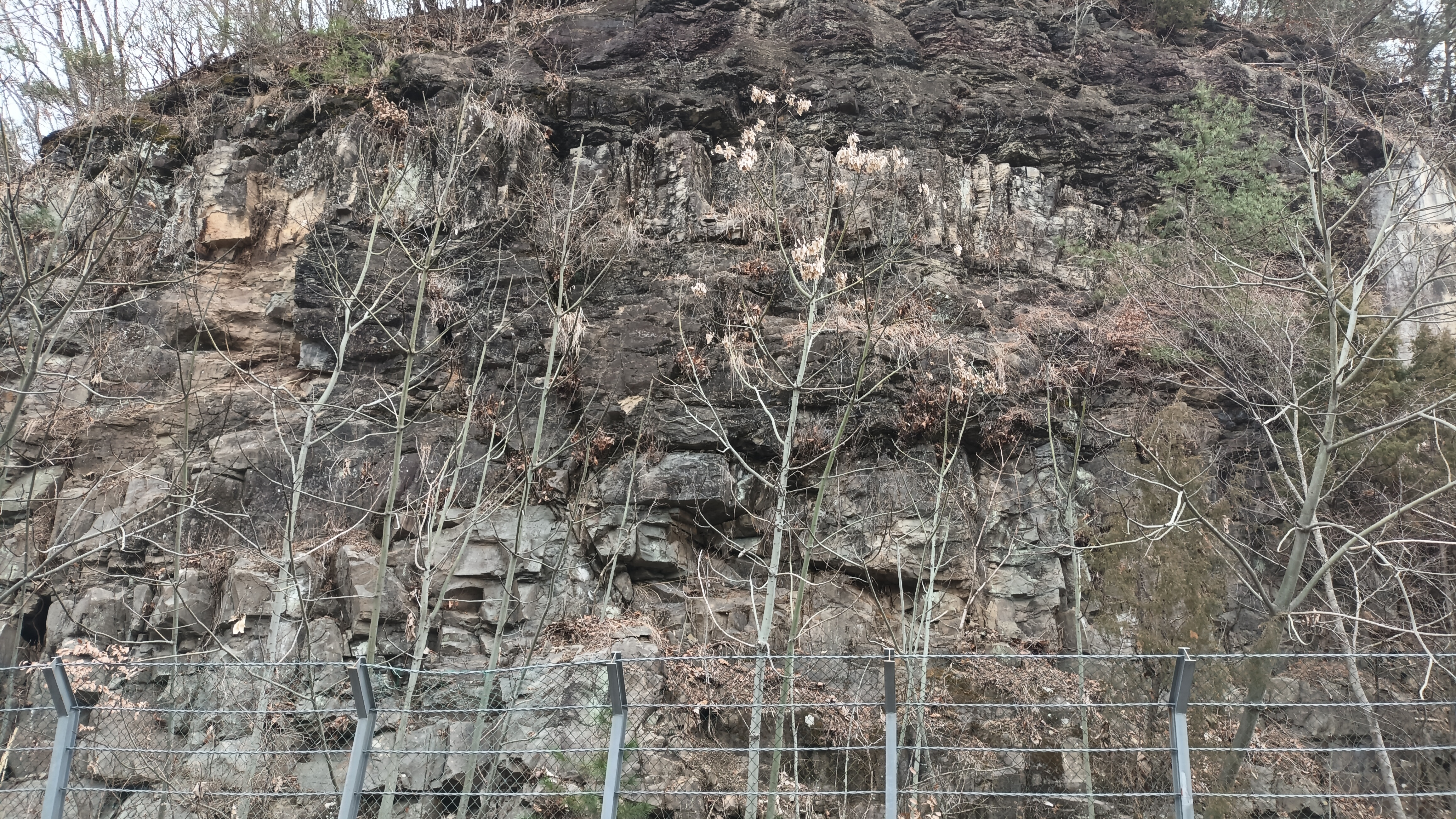
고령군 쌍림면 합가리 지릿재 고개 도로변의 하산동층 노두

하산동층은 경상 분지에 분포하는 중생대 백악기의 퇴적암 지층으로, 낙동층 상위의 지층이며 의성군 다인면에서 하동군까지 분포한다. 고령군의 하산동층에는 고령 장기리 암각화가 새겨져 있다.
현풍 지질도폭(1970)에 의하면 하부의 낙동층을 정합적으로 덮고 성주군 용암면 용정리에서 넘어와 고령군 운수면 신간리, 대가야읍 장기리, 쌍림면 신곡리까지 북북동-남남서 방향으로 분포하고 합천군으로 이어진다. (담,녹)회색 및 갈색 이암, 셰일, 사암으로 구성되며 자색(赭色)의 이암과 셰일 및 갈색의 역암을 함유하고, 자색의 이암과 셰일은 낙동층과 구별되는 특징이다. 하산동층의 일반적인 주향과 경사는 북동 20~40°및 남동 15~25°이며 두께는 700~800 m 정도이다.

### 진주층
진주층/동명층은 경상 누층군 신동층군의 최상부 지층으로, 주로 셰일과 사암으로 구성되며 경상북도 안동시 서부에서 대구광역시를 지나 경상남도 진주시와 남해군까지 측방으로 약 200 km 연장된다. 지층의 이름은 경상남도 진주시에서 유래되었다. 진주층은 경상 누층군의 지층 중 체구(體軀)화석의 산출이 가장 많은 지층으로, 다양한 종류의 화석이 산출된다.
현풍 지질도폭(1970)에 의하면 성주군 용암면 용계리부터 고령군 성산면 상용리와 기산리 및 어곡리, 고령군 개진면 개포리, 대가야읍 내곡리와 우곡면 서부에 이르기까지 분포한다. 진주층은 하위의 하산동층을 정합적으로 덮으며 주로 (녹)회색 사암, 이암, 셰일, 암회색 내지 흑(회)색의 셰일, 사질셰일과 역질사암 등으로 구성된다.
진주층의 주향과 경사는 일정하지 않으나 용암면 부근에서는 북동 36°및 남동 29°이며, 남쪽으로 내려 갈수록 차츰 북쪽으로 기울어져 고령군 성산면 상용리 부근에서는 북동 24°및 남동 22°이며 고령 단층에 의해 수평 절단되는 성산면 기산리와 사부리 부근에서는 북서 16°에 북동 20의 주향과 경사를 보인다. 여기서 더 남쪽으로 가면 다시 북동 방향의 주향을 보여 주어 진주층은 단층에 의하여 힌지(Hinge) 구조를 나타내고 있다. 지층의 두께는 성산면 지역에서 약 1200 m 내외이다.
고령군의 진주층
- 고령군 개진면 신안리 국지도 제67호선 도로변
북위 35° 42′ 10.0″ 동경 128° 19′ 20.0″ / 북위 35.702778°  동경 128.322222°
- 고령군 개진면 신안리 국지도 제67호선 도로변
북위 35° 42′ 28.0″ 동경 128° 19′ 28.0″ / 북위 35.707778°  동경 128.324444°

### 칠곡층
칠곡층(Cilgok formation, 漆谷層)은 대한민국 경상 분지에 분포하는 중생대 백악기 경상 누층군 하양층군의 최하부 지층이다. 고령군 내 다산면 월성리에서 송곡리 중부, 성산면 고탄리와 삼대리, 개진면 오사리와 개포리 남동부, 우곡면 도진리에 이르기까지 분포한다. 
현풍 지질도폭(1970)에 의하면 하양층군 최하부 지층으로 하위의 신동층군 진주층을 정합적으로 덮으며 주로 자색(赭色) 셰일, 이암, 사암 및 사질셰일과 녹회색, 암회색, 회갈색의 사암, 역암, 역질사암과 응회질사암 등으로 구성된다. 지층의 주향은 일반적으로 북동 20~40°이고 경사는 남동 12~26°이며 성산면과 개진면 삼대리 부근을 지나는 단면에서 나타난 두께는 450~500 m이다. 칠곡층은 성산면에서 고령 단층에 의해 절단되며 진주층보다 큰 낙차를 보이고 있어 고령 단층이 힌지 단층임을 지시한다. 창녕 지질도폭(1969)에 의하면 녹/암회색, 회갈색의 사암층에 자색(赭色)의 셰일 및 이암층을 협재하며 (암)회색 셰일, 이암, 암회색의 사질셰일, 역암으로 구성된다. 본 층은 도폭 내 고령군 우곡면 청룡사 부근에서는 남류하는 회천에 의해 그 하부가 삭박(削剝) 유실되어 두께가 250 m 이나 남쪽으로 갈수록 두께가 증가하여 800 m까지 올라간다. 칠곡층의 일반적인 주향과 경사는 황강 이북지역에서 북동 15~25°및 남동 10~15°이나 황강 이남에서는 북동 45~65°및 남동 15~20°이고 낙동강에 이름에 따라 북동 5~10°및 남동 10~15°로 변하다가 낙동강변에서는 북서 10~40°및 북동 10~20°으로 변한다.
고령군의 칠곡층
- 고령군 우곡면 도진리 도진3길 도로변
북위 35° 40′ 30.0″ 동경 128° 20′ 55.0″ / 북위 35.675000°  동경 128.348611°
- 고령군 우곡면 도진리 도진3길 도로변
북위 35° 40′ 29.0″ 동경 128° 20′ 53.0″ / 북위 35.674722°  동경 128.348056°

### 청룡사 현무암
칠곡층의 최상부에는 고령군 우곡면 도진리의 청룡사 부근에서 합천군 청덕면까지 남-북 방향으로 연장 12 km, 평균 두께 5~6 m, 최대 10 m 두께의 청룡사 현무암이 협재된다. 청룡사 현무암은 주로 북서에서 남동 방향으로 흘렀던 용암류에 의해 정치된 것으로 해석된다.

### 신라 역암층
신라 역암층은 경상 누층군 하양층군의 역암 지층이다. 고령군 다산면 월성리와 송곡리 동부, 성산면 무계리, 달성군 논공읍 삼리리, 고령군 오곡리 서부와 삼대리의 동부, 개진면 구곡리 서부, 달성군 구지면 도동리, 고령군 우곡면 예곡리 북서부 지역에 북북동-남남서 방향으로 분포하며 이후 대구광역시와 합천군 지역으로 이어진다. 현풍 지질도폭(1970)에 의하면 일반적으로 자색(赭色) 및 갈회색의 역암, 역질사암, 사암, 이암, 사질셰일, 회색셰일로 구성되며, 역(礫)은 편상(片狀) 화강암, 규암, 화강편마암, 응회암질사암, 화산암질암 등으로 구성되고 그 크기는 3~5 cm 정도이다. 본 층의 두께는 대개 550 m 정도이다.
고령군의 신라 역암층
- 고령군 우곡면 예곡리 부례고개 우곡강변로 도로변 (이하 동일)
북위 35° 40′ 16.0″ 동경 128° 21′ 15.0″ / 북위 35.671111°  동경 128.354167°
- 북위 35° 40′ 14.0″ 동경 128° 21′ 05.0″ / 북위 35.670556°  동경 128.351389°

### 함안층
고령군 내에서 함안층은 개진면 인안리, 생리, 옥산리, 우곡면 예곡리, 답곡리, 연리, 봉산리, 객기리, 포리 지역에 소규모로 분포한다. 현풍 지질도폭(1970)에 의하면 함안층은 신라 역암층을 정합으로 덮고 자색의 세일, 니암, 사질셰일, 녹회색 사암, 사질셰일, 암회색의 셰일, 이암, 실트스톤과 자색의 역질사암, 사질역암 등이 협재되며, 두께는 1,000~1,400 m 정도이다. 함안층 하부는 자색의 셰일, 니암이 우세하고 약간의 사암이 협재되나 중부에서는 녹회색/암녹색의 사암과 자색 사질셰일 등이 교호한다. 그러나 상부에 이르러 회색 셰일, 니암, 실트스톤 등이 우세하고 간혹 자색의 셰일을 협재한다. 함안층 하부에 주로 나타난 세립질의 셰일, 이암 등에서는 파쇄되거나, 건열 및 연흔 등을 관찰할 수 있어 천해성임을 보여주며, 석회질분을 함유하고 있어 간혹 석회질 부분이 용해된 흔적을 보이기도 한다. 괴상을 이루는 경우가 많고 중부의 중립질사암은 판상 층리를 나타낸다. 지층의 일반적인 주향은 북동 20~40°, 경사는 남동 5~25°이다.
고령군의 함안층
- 고령군 우곡면 답곡리 우곡강변길 도로변 (이하 동일)
북위 35° 38′ 41.0″ 동경 128° 22′ 50.0″ / 북위 35.644722°  동경 128.380556°
- 북위 35° 38′ 41.0″ 동경 128° 22′ 50.0″ / 북위 35.644722°  동경 128.380556°
- 북위 35° 39′ 23.0″ 동경 128° 22′ 30.0″ / 북위 35.656389°  동경 128.375000°

## 지질명소

### 고령 장기리 암각화
고령 장기리 암각화는 중생대 백악기의 퇴적암 지층 경상 누층군 하산동층의 노두 표면에 조각되어 있다. 암각화가 새겨진 하산동층은 역암 및 사암으로 구성되어 있으며 점이 층리, 사층리 등의 퇴적 구조가 발달한다. 이외에 하산동층을 관입하는 석영맥과 방향성을 가진 절리가 노두 곳곳에서 관찰된다.
고령 장기리 암각화
- 하산동층에 새겨진 고령 장기리 암각화
- 고령 장기리 암각화 설명판

### 고령 기산리 익룡 이빨 화석
고령군 성산면 기산리 국도 제26호선 확장 공사장(북위 35° 44′ 05″ 동경 128° 19′ 40″ / 북위 35.73472°  동경 128.32778° )의 진주층에서 윤철수(2001)에 의해 국내 최초로 익룡의 이빨 화석이 발견되었다. 이곳의 진주층은 이암, 흑색 셰일, 사암, 역암 등으로 구성되며 화석은 주로 괴상의 흑색 이암과 흑색 셰일의 2개 층준에서 산출된다. 지층에서는 이빨 화석 외에 Trigonioides jaehoi, Plicatounio naktongensis, Nagdongia soni, Koreanaia bongkuni 등 4종의 이매패류 화석과 담수 어류 및 곤충 화석이 산출된다.

### 청룡사

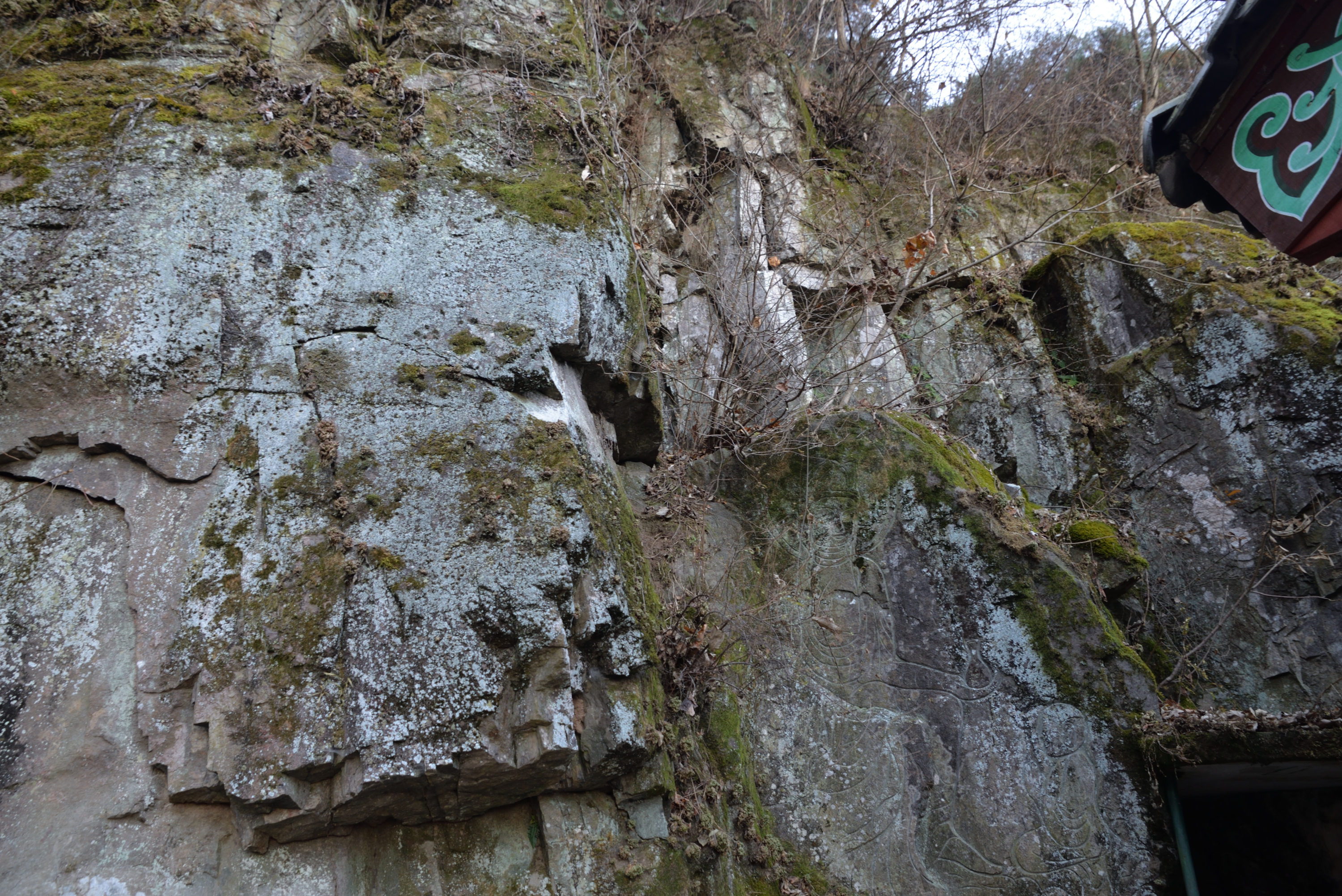
고령군 우곡면 도진리 청룡사 내 현무암과 바위에 새겨진 지장보살 그림

고령군 우곡면 도진리 산 24-1에 위치한 청룡사 경내에 암녹색 내지 암갈색을 띠는 청룡사 현무암층이 발달한다. 칠곡층 퇴적암과의 경계부에서는 요철 구조, 퇴적암이 용암으로 침투한 불꽃 구조, 하중 구조, 현무암편이 퇴적암으로 가라앉은 구조와 같이 용암류의 특징이 잘 관찰된다.

### 우곡수리암장
우곡수리암장은 고령군 우곡면 월오리에 위치한 암벽등반 암장으로 중생대 백악기의 퇴적암 지층 칠곡층과 신라 역암층으로 구성된 절벽이다. 2022년 개척을 시작해 2023년 정식 오픈한 클라이밍 명소이다. 우곡수리암장 절벽은 경상 누층군의 칠곡층과 신라 역암층의 경계에 위치하며, 수리암장의 암질은 사암과 역암으로 구성된다.
고령 우곡수리암장
- 암벽 정면
- 암벽 측면. 사진 오른쪽의 은색 승용차가 서 있는 곳에 주차가 가능하다.
- "핸즈 꿀벌 5.12b"

## 단층
고령 단층은 고령군 성산면 사부리에서 대구광역시 달성군 논공읍 위천리까지 광주대구고속도로의 선형과 일치하게 서남서-동북동 주향으로 발달하는 단층으로, 경상 누층군 진주층, 칠곡층, 신라 역암층을 변위시켰다. 이 단층은 낙차가 일정하지 않으나 평균 400~500 m이다. 고령 단층은 대구광역시의 달성 단층과 이어지는 것으로 보인다.

## 같이 보기
- 한국의 지질
  - 경상 분지
  - 영남 지괴/영남 육괴
- 고령군